# Jesusfolket
Jesusfolket, Jesusrörelsen och Jesus Freaks, kommer ursprungligen från en kristen väckelserörelse bland hippies som startade i Kalifornien och senare spred sig över västvärlden. 
Idag är Jesusfolket enskilda kristna, kristna organisationer, pastorer och kristna ledare som vill ge sin tid, kraft och sitt engagemang för att människor ska få höra evangeliet om Jesus Kristus, som uppstånden och levande.

## Ideologi
Jesusfolket var ursprungligen hippies som skilde sig från huvudfåran. "Free Love" byttes mot "Agape".
Man kämpade för social rättvisa, motsatte sig militarismen och kapitalismen och var ofta allmänt antiamerikansk.
Jesusrörelsens kristendom sökte sig mot trons grunder och liknade mycket den traditionella pingströrelsen: de höll Bibeln högt, betonade de andliga nådegåvorna, hade pastorer av båda könen och tillämpade vuxendop (det senare skedde ofta i havet eller i swimmingpooler). 
De var kända för att vara väldigt öppna och raka och var starkt inriktade på evangelisation.

### Kollektiv och egendomsgemenskap
Liksom många andra kristna såg Jesusfolket den första församlingen i Jerusalem som sin främsta förebild. Rörelsen gick hela vägen och "hade allt gemensamt" efter Bibelns beskrivning (Apg 4:32-35). Denna egendomsgemenskap lockade förstås hipperörelsens anhängare.

## Historia
Det är svårt att avgöra exakt när rörelsen föddes eftersom den inte var någon organisation utan en väckelse. Jesusrörelsen bestod av många självständiga grupper med gemensamma drag men som skildes från varandra geografiskt.
Man brukar dock räkna starten till 1967 då det första Jesus-kollektivet "The Living Room" sattes igång i södra Kalifornien och började evangelisera bland andra ungdomar i alternativ-rörelsen. 
1971 rapporterade National Institute of Health att Jesusfolket hade över tre tusen kollektiv bara i USA.

### Hollywood
En av de som var med och startade rörelsen var hippe-pastorn Arthur Blessitt som började predika på Hollywood's Sunset Strip i slutet av 1966. Artur predikade på rockfestivaler, nattklubbar och Love In's runt om i USA. Han talade bland annat flera gånger från huvudscenen på "International Rock Festival” på West Palm Beach i Florida. En av dessa predikningar var på en konsert med Rolling Stones, Jefferson Airplane, Sweetwater, PG&E och Jimi Hendrix m.fl.
På Sunset Strip öppnades “Jesus-nattklubben” His Place som blev en basstation för Jesusfolket.
Mellan 1969 och 1975 gav Jesusfolket i Hollywood ut ”Hollywood Free Paper” den första och tredje torsdagen i varje månad. När Jesusrörelsen var som störst hade tidningen en upplaga på halv miljon.

### Calvary Chapel
Calvary Chapel är en kyrka som startades 1965 i Costa Mesa, Kalifornien av Chuck Smith som blev en förgrundsgestalt för Jesusfolket. Till skillnad från de flesta grupper inom Jesusrörelsen bor Calvary Chapels medlemmar inte i kollektiv.
Calvary Chapel fick uppleva en enorm väckelse. Under två år i mitten av 1970-talet ska man ha döpt över åtta tusen personer och medverkat till att 20 000 personer blivit kristna. På sin webbplats skriver de att experter på kyrkotillväxt beräknar att Calvary Chapels medlemsantal hade en ökning med nära tio tusen procent.
1969 byggdes en kyrka med 330 sittplatser, man blev dock tvungna att hålla två gudstjänster varje dag och ordna så att 500 personer kunde sitta på torget utanför.
1971 tvingades man sätta upp ett cirkustält med plats för mellan 1600 och 2000 personer. Detta på grund av de stora folkmassorna och eftersom vinterregnet gjorde att man inte kunde ha utomhusgudstjänster.
1973 öppnades en ny kyrka med plats för 2200 personer. Man höll då tre gudstjänster vare söndag med vardera 4000 besökare. Många satt på golvet.
Calvary Chapel är i dag en av de tio största protestantiska församlingarna i USA.

### JPUSA
Tidigt 1971 startade det som skulle bli "Jesus People USA". Jim och Sue Palosaari tillsammans med Lisa Meissner, som hade startat "Jesus People Army" i Seattle, reste till den amerikanska mellanvästen för att hitta en lämplig plats att starta en Jesus-församling på. De slog sig ner i Milwaukee. Snart var de ett kollektiv på ungefär 28 personer som kallade sig för "Jesus People Milwaukee" och rörelsen växte snabbt. I oktober samma år hade man hundra medlemmar och tre månader senare var man nästan två hundra.
Jesus People Milwaukee delade upp sig 1972, bytte namn till "Jesus People USA" och gav sig iväg för att evangelisera i USA och Europa. Man hade bland annat ett rockband vid namn Resurrection Band ("Återuppståndelsebandet"). Man drog till sig mycket intresse från media och blev kallade: "Långhåriga hippie-evangelister".
En ständig motgång för rörelsen var att de förväxlades med sekten Guds Barn som också startade bland hippies i Kalifornien och levde i kristna kollektiv.
Senare återförenades JPUSA i Chicago där de fortsatte sin gatuevangelisation och startade en "lärjungaskapsskola". Man började ge ut tidningen "Cornerstone Magazine" och upprättade små hantverksfirmor, så kallade "tältmakar projekt" (efter aposteln Paulus, som försörjde sig genom att sy tält), som målade, reparerade och utförde snickarjobb för att få ihop pengar till kollektivets arbete. 
JPUSA är kanske den enda av de flera tusen Jesus-kollektiven som fortfarande finns kvar och verkar idag. De har nu, enligt sin webbplats, runt 500 personer boende på samma adress i kollektivet.

### Jesus Army
I Storbritannien finns Jesus Fellowship Church, mer känt som Jesus Army. De har rötter i Jesusrörelsen och sammanför det karismatiska såsom andedop och helande med liv i enkelhet i egendomsgemenskap och kommuniteter.

### Vineyard
John Wimber hade mycket kontakt med ledande personer från Jesusrörelsen när han startade Vineyard-rörelsen, bland andra Lonnie Frisbee och Chuck Smith. Idealen från Jesusrörelsen lever nu mycket vidare i Vineyards verksamhet.

### Sverige
Eftersom hippie och flower power kultur inte fanns i Sverige på samma sätt som i USA, fick Jesusrörelsen här en annan karaktär. Istället för en gatans rörelse, blev det i Sverige mer en väckelse bland kristna ungdomar, en ungdomsvariant av den karismatiska rörelsen som kom ungefär samtidigt. Förgrundsgestalter i Sverige var "Bill & Jim": Bill Bullard (=William Henry Bullard III) och Jim MacInnes. Efter ett första besök år 1970 flyttade de till Göteborg i maj 1970. Jim var oftast den som predikade och folkmusikern Bill sjöng och spelade gitarr.  I början hade de möten i sin lägenhet i Biskopsgården, på Hisingen. Där startade de även ungdomsverksamhet på en fritidsgård: Bubblan. Efter en kort tid fick de möjlighet att överta en gammal skola på Lillhagsvägen och där startade Jesushuset sin verksamhet, där de gav ut tidningen Sanningen (under en tid kallad Heta Linjen). Jesushuset beboddes av 6-12 personer i det första kollektivet med "Jesus-folk" i Sverige.
Även i Sverige bildades kristna kollektiv och storfamiljer på 1970-talet, till exempel Jutatorpet, en gård utanför Unnaryd som MacInnes blev erbjuden år 1972. Där etablerade han Ordet förlag (Bredaryd), som gav ut uppbyggelselitteratur av till exempel Watchman Nee och David Wilkerson, samt ett stort antal kassettinspelningar. Ett annat exempel är Maranatas första kollektiv vid Ulvsundasjön i Alvik, Stockholm som startades 1971. Maranata ses dock inte som en del av den egentliga Jesusrörelsen. 
Jesusfolket i Sverige öppnade också så kallade "Jesushus" som fungerade som samlingslokaler och kaféer, till exempel i Mölndal, Uddevalla, Ulricehamn och Eskilstuna. Som mest fanns det ungefär 80 grupper i Sverige: Boråsgruppen, Uddevallagruppen, Nytt Liv-gemenskapen, Brogruppen, Handengruppen, Jesusfolket i Jutatorpet, Kroksbäcksgemenskapen eller Malmögruppen (med Knut Frohm).
Ylva Eggehorn på Hannagården i Södertörn skrev många musiktexter för Jesusrörelsen.
Jesusrörelsen och den karismatiska rörelsen bidrog under 1970-talet till att, i varierande grad, riva barriärerna mellan de olika samfunden i Sverige.
Numera bor och verkar Jim MacInnes i USA. Bill Bullard dog i Florida 8 mars 2007.

## Musik
Den kristna alternativmusiken, såväl som all ”modern” kristen musik, fick sin grund när hippiemusiker och gatumusikanter under 1960- och 70-talet blev frälsta. De fortsatte att spela samma slags musik som de tidigare gjort men använde den för att sprida det kristna budskapet. Slagordet var ett citat av William Booth: "Varför ska djävulen ha all den bästa musiken?".
Jesusfolkets musiker tillhörde många olika grenar, några exempel är: folkmusik och folk-rock (till exempel John Fischer, Children of the Day, Barry McGuire, Paul Clark, Mark Heard och Nancy Honeytree), hårdrock (till exempel Resurrection Band, Agape och The All Saved Freak Band), Lugn progressiv rock eller psykedelisk rock (till exempel Phil Keaggy, Pat Terry och Randy Stonehill), rock (till exempel Servant och Salvation Air Force), country rock (till exempel The Way, Daniel Amos, Mustard Seed Faith), R&B/Gospel (till exempel Andraé Crouch och Keith Green) och jazz fusion (till exempel Sweet Comfort Band).
Många artister och band blev ledare för Jesusfolket till exempel Barry McGuire, Glenn Kaiser från Resurrection Band, 2nd Chapter of Acts, Malcolm and Alwyn (UK), Love Song, Larry Norman, Keith Green, Andraé Crouch och Randy Matthews.
I mitten av 70-talet hade Jesus-musiken börjat bli en riktig musikindustri och man myntade uttrycket "samtida kristen musik" (eng Contemporary Christian music). Det var nu som kristna musikmagasin, radio stationer och skivbolag började komma.

### Calvary Chapel och Maranatha Music
Calvary Chapel var en av de grupper som både startade radiosändningar och ett eget skivbolag. Calvary Chapels skivbolag fick namnet Maranatha! Music efter ett arameiskt ord som betyder ungefär "Kom vår herre!". Maranatha! Music gav främst ut modern och alternativ lovsångsmusik och har fått ett stort inflytande som inspirationskälla även om skivbolaget inte är så stort idag jämfört med andra lovsångsförlag.

### JPUSA och Cornerstonefestivalen
En stor kristen musikfestival var Cornerstone i Illinois, USA som drog runt 20 000 besökare varje år. Den startades 1984 och hölls fram till 2012. Festivalen, liksom tidningen med samma namn, startades av JPUSA och pastorn Glenn Kaiser (som spelade i hårdrocksbandet Resurrection Band). JPUSA driver också Grr Records som ger ut nutida kristen alternativmusik. Nuförtiden[när?] är det snarare punk och metal än psykedelisk pop som ges ut.

### England och Greenbeltfestivalen
Jim Palossaari (en av JPUSA:s grundare) är också än av de inflytelserika i Storbritanniens Jesusrörelse och var med att få igång Greenbeltfestivalen i England. Den är en av världens största kristna musikfestivaler med runt 20 000 besökare årligen.

### Lovsång
Det var bland Jesusfolket som lovsång av det slag som är vanligt i dagens karismatiska kyrkor först skrevs och sjöngs. Kreativiteten när det gällde lovsång ska ha varit enorm. Att lovsångskulturen blomstrade i denna rörelse var högst naturligt; Jesusfolket bestod av unga passionerade människor, varav många var musiker, och har beskrivits vara som "förälskade i Jesus".
En av ledarna i Toronto Catacombs lär ha sagt "Om man skrev en (lov)sång på torsdagen skulle den sjungas torsdag kväll" .
Mängder av lovsångsteam startades och man använde elgitarrer och trummor i gudstjänsterna, något som i många av de traditionella kyrkorna var otänkbart.

### Artister och band inom Jesusrörelsen
Lista från en:Jesus Music
- Agape
- The All Saved Freak Band
- Daniel Amos
- Aslan
- Children of the Day
- Paul Clark
- Andraé Crouch and the Disciples
- John Fischer
- Keith Green
- Mark Heard
- Nancy Honeytree
- Tom Howard
- Jubal
- Jubal's Last Band
- Phil Keaggy
- Kids of the Kingdom
- Love Song
- Malcolm and Alwyn
- Randy Matthews
- Barry McGuire
- Mustard Seed Faith
- Erick Nelson
- Larry Norman
- Resurrection Band
- The Road Home
- 2nd Chapter of Acts
- Salvation Air Force
- Selah
- Servant
- Tim Sheppard
- Randy Stonehill
- Noel "Paul" Stookey
- Sweet Comfort Band
- Pat Terry
- The Way